# True Love (canção de Pink)
"True Love" é uma canção da cantora norte-americana Pink, gravada para o seu sexto álbum de estúdio The Truth About Love. Conta com a participação da britânica Lily Allen, sendo que foi composta pelas duas intérpretes em conjunto com Greg Kurstin, cujo último também esteve a cargo da produção. A 29 de Abril de 2013, foi anunciado que o tema serviria como quarto single para promover o disco.

## Desempenho nas tabelas musicais

### Posições
| Tabela musical (2012-2013)                     | Melhor posição |
| ---------------------------------------------- | -------------- |
| O campo songid é OBRIGATÓRIO PARA PARADA ALEMÃ | 44             |
| Austrália (ARIA)                               | 5              |
| Áustria (Ö3 Austria Top 75)                    | 30             |
| Bélgica (Ultratop) (Flandres)                  | 3              |
| Bélgica (Ultratop) (Valónia)                   | 4              |
| Canadá (Canadian Hot 100)                      | 20             |
| Escócia (Scottish Singles Chart)               | 11             |
| Eslováquia (Rádio Top 100)                     | 27             |
| Estados Unidos (Billboard Hot 100)             | 53             |
| Estados Unidos (Billboard Mainstream Top 40)   | 30             |
| Estados Unidos (Billboard Adult Top 40)        | 10             |
| França (SNEP)                                  | 52             |
| Hungria (Rádiós Top 40)                        | 33             |
| Irlanda (IRMA)                                 | 23             |
| Nova Zelândia (Recorded Music NZ)              | 14             |
| Países Baixos (Mega Single Top 100)            | 19             |
| Reino Unido (UK Singles Chart)                 | 16             |
| República Checa (Rádio Top 100)                | 9              |
| Suíça (Schweizer Hitparade)                    | 50             |

### Certificações
| País                  | Certificação |
| --------------------- | ------------ |
| Austrália (ARIA)      | Platina      |
| Nova Zelândia (RIANZ) | Ouro         |